# Alberto Da Rin
Alberto Da Rin (* 11. Dezember 1939 in Cortina d’Ampezzo) ist ein ehemaliger italienischer Eishockeynationalspieler, der zwischen 1956 und 1978 für die SG Cortina aktiv war und mit dieser 14 italienische Meisterschaften gewann. Zudem nahm er mit der italienischen Nationalmannschaft an den Olympischen Winterspielen 1964 und 14 Weltmeisterschaften teil.

## Karriere

### SG Cortina
Alberto Da Rin ist der jüngste von vier Brüdern der Familie Da Rin, die in Cortina d’Ampezzo das „Hotel Italia“ betrieb. Da seine älteren Brüder den Eishockeysport ausübten, begann auch Alberto als etwa 10-Jähriger mit diesem Sport. 1956, im Alter von 17 Jahren, debütierte er für die SG Cortina in der Serie A und gehörte in den 1960er Jahren regelmäßig zu den besten Torschützen der Liga. Er begann als linker Flügelstürmer, etablierte sich später aber als Mittelstürmer. Zusammen mit seinem Bruder Gianfranco, der in der Verteidigung spielte, gewann er zwischen 1957 und 1975 14 Meistertitel mit Cortina sowie zweimal die Coppa Italia. 1971 erreichten die Brüder mit der SG Cortina das Halbfinale um den Europapokal.
1979 beendete er seine Karriere und wurde Eishockeytrainer. 1985 kehrte er noch einmal für einige Spiele aufs Eis zurück, als bei der SG Cortina alle Mittelstürmer ausgefallen waren.

### International
1958 debütierte Alberto Da Rin für die italienischen Nationalmannschaft und war anschließend von 1959 bis 1979 Mitglied der Azzuri. Insgesamt absolvierte er über 300 Länderspiele, nahm an den Olympischen Winterspielen 1964 in Innsbruck und 14 Weltmeisterschaften teil. Bei den Weltmeisterschaften 1973, 1977 und 1978 war er Kapitän der Nationalmannschaft.

### Als Trainer
1979 wurde Alberto Da Rin Trainer der italienischen Nationalmannschaft und betreute diese bis zu den Olympischen Winterspielen 1992 in Albertville, teils als Assistenz-, teils als Cheftrainer.

## Erfolge und Auszeichnungen
- 1957 Italienischer Meister mit der SG Cortina
- 1959 Italienischer Meister mit der SG Cortina
- 1961 Italienischer Meister mit der SG Cortina
- 1962 Italienischer Meister mit der SG Cortina
- 1964 Italienischer Meister mit der SG Cortina
- 1965 Italienischer Meister mit der SG Cortina
- 1966 Italienischer Meister mit der SG Cortina
- 1967 Italienischer Meister mit der SG Cortina
- 1968 Italienischer Meister mit der SG Cortina
- 1970 Italienischer Meister mit der SG Cortina
- 1971 Italienischer Meister mit der SG Cortina
- 1972 Italienischer Meister mit der SG Cortina
- 1972 Aufstieg in die B-Gruppe bei der C-Weltmeisterschaft
- 1973 Gewinn der Coppa Italia mit der SG Cortina
- 1974 Gewinn der Coppa Italia mit der SG Cortina
- 1974 Aufstieg in die B-Gruppe bei der C-Weltmeisterschaft
- 1974 Italienischer Meister mit der SG Cortina
- 1975 Italienischer Meister mit der SG Cortina
- 1977 Aufstieg in die B-Gruppe bei der C-Weltmeisterschaft

## Statistik
(Legende zur Spielerstatistik: Sp oder GP = absolvierte Spiele; T oder G = erzielte Tore; V oder A = erzielte Assists; Pkt oder Pts = erzielte Scorerpunkte; SM oder PIM = erhaltene Strafminuten; +/− = Plus/Minus-Bilanz; PP = erzielte Überzahltore; SH = erzielte Unterzahltore; GW = erzielte Siegtore; 1 Play-downs/Relegation; Kursiv: Statistik nicht vollständig)

## Familie
Sein Vater gründete 1926 das Hotel Italia in Cortina d’Ampezzo. Seine Brüder Gianfranco, Luigino und Arturo waren ebenfalls Eishockeyspieler. Arturo Da Rin diente im Zweiten Weltkrieg in der 3. Alpini-Division “Julia” und fiel an der Ostfront am Don.
Nachdem Alberto Da Rin den Eishockeysport aufgegeben hatte, leiteten er und seine Brüder das Hotel Italia. Im Februar 2013 wurde er bei einem Überfall auf ein Hotel im kenianischen Malindi verletzt.